# 布朗济莱菲姆
布朗济莱菲姆（法語：Blanzy-lès-Fismes，法語發音：[blɑ̃zi lɛ fim]，意为“菲姆附近的布朗济”）是法国上法兰西大区埃纳省的一个市镇，属于苏瓦松区。

## 地理
布朗济莱菲姆（49°20'18"N, 3°40'23"E）面积5.27 平方千米，位于法国上法蘭西大區埃纳省，该省份为法国北部内陆省份，北起北部省，西接索姆省和瓦兹省，东临阿登省和马恩省，西南至塞纳-马恩省，东北部与比利时接壤。
与布朗济莱菲姆接壤的市镇（或旧市镇、城区）包括：塞尔瓦勒、菲姆、莱塞特瓦隆。
布朗济莱菲姆的时区为UTC+01:00、UTC+02:00（夏令时）。

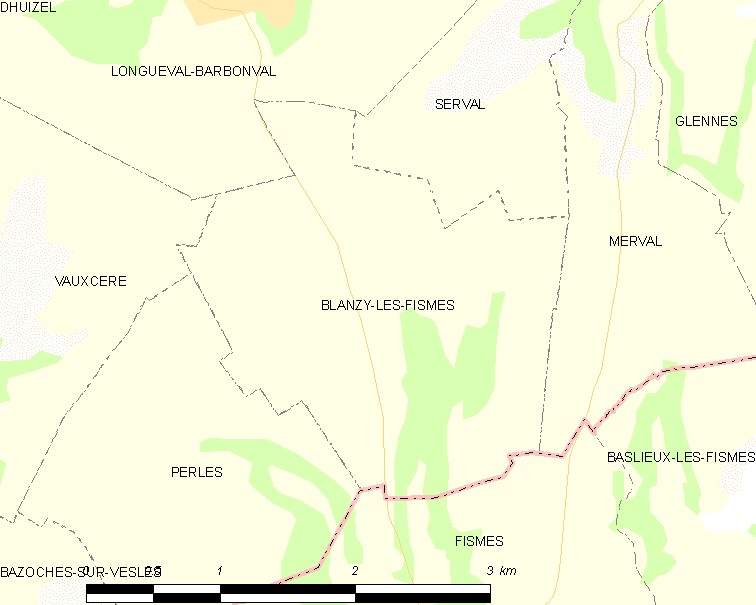
布朗济莱菲姆的OSM定位图

## 行政
布朗济莱菲姆的邮政编码为02160，INSEE市镇编码为02091。

## 政治
布朗济莱菲姆所属的省级选区为塔德努瓦地区费尔县。

## 人口

1962-2008年间布朗济莱菲姆人口变化图示

布朗济莱菲姆于2022年1月1日时的人口数量为91人。